# Kackrow
Kackrow, niedersorbisch Kokrjow, ist ein Ortsteil der Gemeinde Kolkwitz im Südosten des Landes Brandenburg. Bis zur Eingliederung nach Krieschow-Wiesendorf am 1. Januar 1972 war Kackrow eine eigenständige Gemeinde.

## Lage
Kackrow liegt in der Niederlausitz, etwa zehn Kilometer südöstlich von Vetschau und elf Kilometer südwestlich des Cottbuser Altmarktes. Umliegende Ortschaften sind Limberg im Norden, Glinzig und Putgolla im Nordosten, Hänchen im Osten, die Drebkauer Ortsteile Leuthen im Südosten sowie Koschendorf und Illmersdorf im Süden, Brodtkowitz im Westen sowie Krieschow im Nordwesten.
Kackrow liegt an einer Gemeindestraße, die nach Limberg führt. Unmittelbar südlich des Ortes verläuft die Bundesautobahn 15, die Landesstraße 49 von Lübbenau nach Cottbus liegt drei Kilometer nördlich von Kackrow. Östlich des Ortes fließt das Koselmühlenfließ, das die östliche Gemarkungsgrenze Kackrows bildet.

## Geschichte
Erstmals urkundlich erwähnt wurde der Ort am 1. Januar 1446 als Kackerow. Der Name stammt aus der sorbischen Sprache und bezieht sich auf die Lage des Dorfes an einem „niedrigen und struppigen Gehölz“, Kackrow liegt in einer sehr waldreichen Gegend. Im Jahr 1500 wurde der Ortsname Kockerow geschrieben.
Kackrow gehörte seit jeher zur Herrschaft Cottbus im Kurfürstentum Brandenburg. Kurz nach Ende des Dreißigjährigen Krieges lebten neun Hufner, 14 Gärtner, ein Büdner und der Dorfschulze im Ort. Ab 1701 lag Kackrow als Teil der Herrschaft Cottbus im Königreich Preußen. Durch den Tilsiter Frieden nach dem Vierten Koalitionskrieg kam Kackrow im Jahr 1807 kurzzeitig zum Königreich Sachsen, nach der auf dem Wiener Kongress beschlossenen Teilung Sachsens wurde der Ort wieder preußisch. Bei der Gebietsreform im Jahr 1816 wurde Kackrow dem Kreis Cottbus in der Provinz Brandenburg zugeordnet. Im Jahr 1818 hatte Kackrow 123 Einwohner in 22 Wohngebäuden. Bis 1844 stieg die Einwohnerzahl auf 160. Im Jahr 1867 wurde ein Gesindehaus in Kackrow erwähnt, der Ort hatte damals 169 Einwohner.
Nach dem Ende des Zweiten Weltkrieges wurde die Gemeinde Kackrow Teil der Sowjetischen Besatzungszone und im Oktober 1949 der DDR. Bei der Kreisreform am 25. Juli 1952 wurde die Gemeinde dem Kreis Cottbus (ab 1954 Kreis Cottbus-Land) im Bezirk Cottbus zugeordnet. Am 1. Januar 1972 erfolgte die Eingemeindung nach Krieschow-Wiesendorf. Nach der Wiedervereinigung kam die Gemeinde Krieschow-Wiesendorf zunächst zum Landkreis Cottbus im Land Brandenburg. Bei der Gebietsreform am 6. Dezember 1993 wurde der Landkreis Cottbus mit drei weiteren Landkreisen zum neuen Landkreis Spree-Neiße vereinigt. Am gleichen Tag wurde die Gemeinde Krieschow-Wiesendorf in die neue Großgemeinde Kolkwitz eingegliedert, wobei Kackrow den Status eines Ortsteils erhielt.

## Bevölkerungsentwicklung
| 1875 | 114 | 1925 | 123 | 1946 | 160 | 1971 | 81 |
| 1890 | 148 | 1933 | 124 | 1950 | 156 |      |    |
| 1910 | 128 | 1939 | 142 | 1964 | 92  |      |    |

Kackrow war lange Zeit ein überwiegend sorbischsprachiges Dorf. Im Jahr 1884 ermittelte der sorbische Volkskundler Arnošt Muka 140 Einwohner, von denen 136 Sorben waren. Nach Mukas Auskunft beherrschten zu dieser Zeit alle Einwohner die sorbische Sprache. Im Jahr 1956 hatten nur noch 7,4 Prozent der Einwohner Sorbischkenntnisse, heute ist die Sprache völlig aus dem Alltagsgebrauch verschwunden.

## Persönlichkeiten
- Friedrich Wilhelm Nevoigt (1859–1937), Fabrikant, wurde in Kackrow geboren